# قطعنامه ۱۴۳۱ شورای امنیت
قطعنامه ۱۴۳۱ شورای امنیت سازمان ملل متحد که در تاریخ ۱۴ اوت ۲۰۰۲ تصویب شد، سندی بین‌المللی دربارهٔ دادگاه جنایی بین‌المللی برای رواندا است. این قطعنامه طی نشست ۴۶۰۱ام با ۱۵ رای موافق، ۰ مخالف و ۰ ممتنع تصویب شد.